# Navkapsel
Navkapsel  är en rotationssymmetrisk metall- eller plastplatta som fästs i centrum av en fälg, över hjulmuttrarna eller hjulskruvarna samt nav. Syftet är att skydda och förhöja fälgens utseende. Om den skyddande anordningen har samma utsträckning som fälgen kallas den istället för hjulsida. Det finns även så kallade centrumkåpor, vilka endast döljer navet.

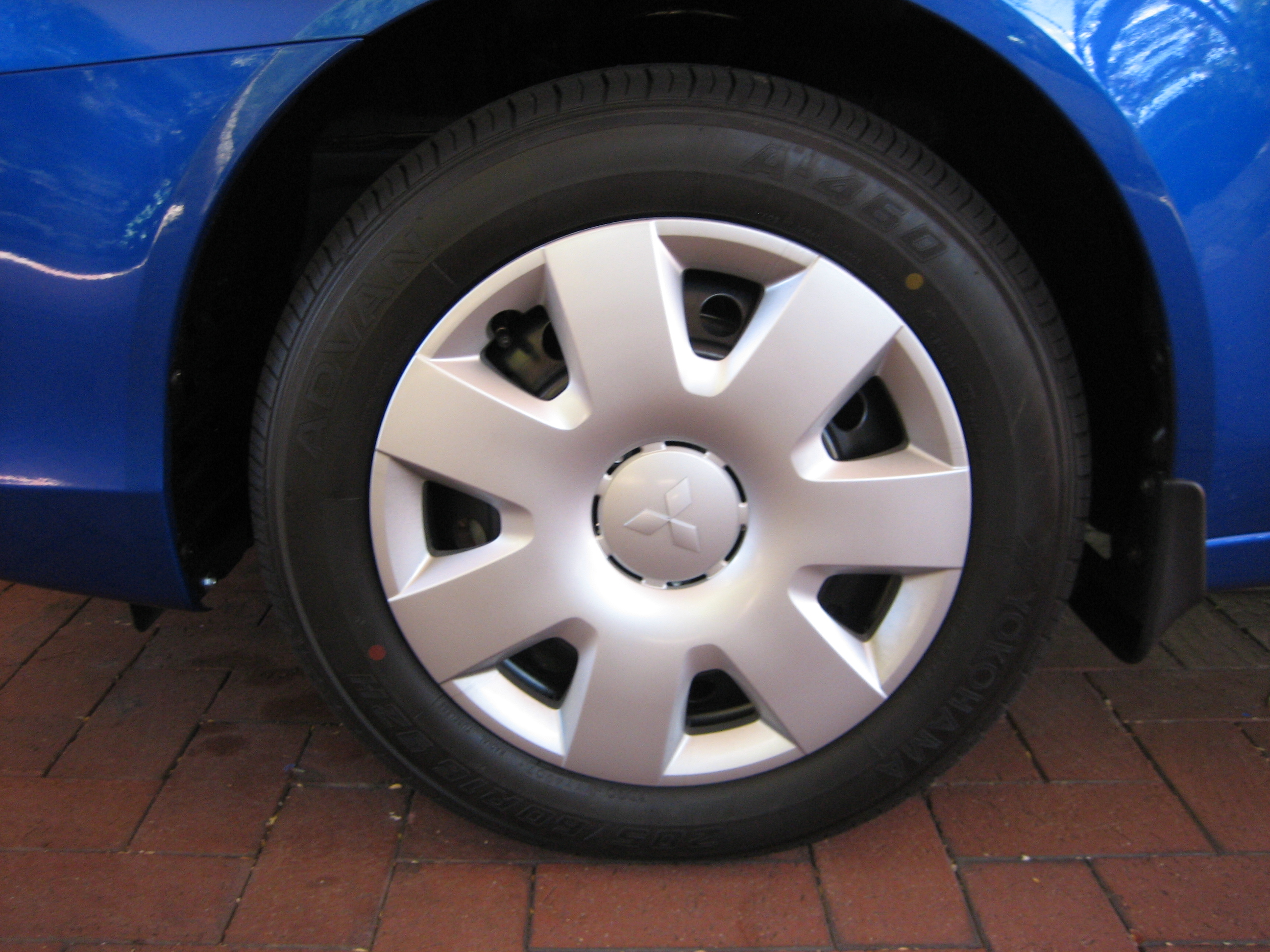
Heltäckande hjulsida på en Mitsubishi Lancer. Den svarta plåtfälgen kan ses mellan ekrarna.
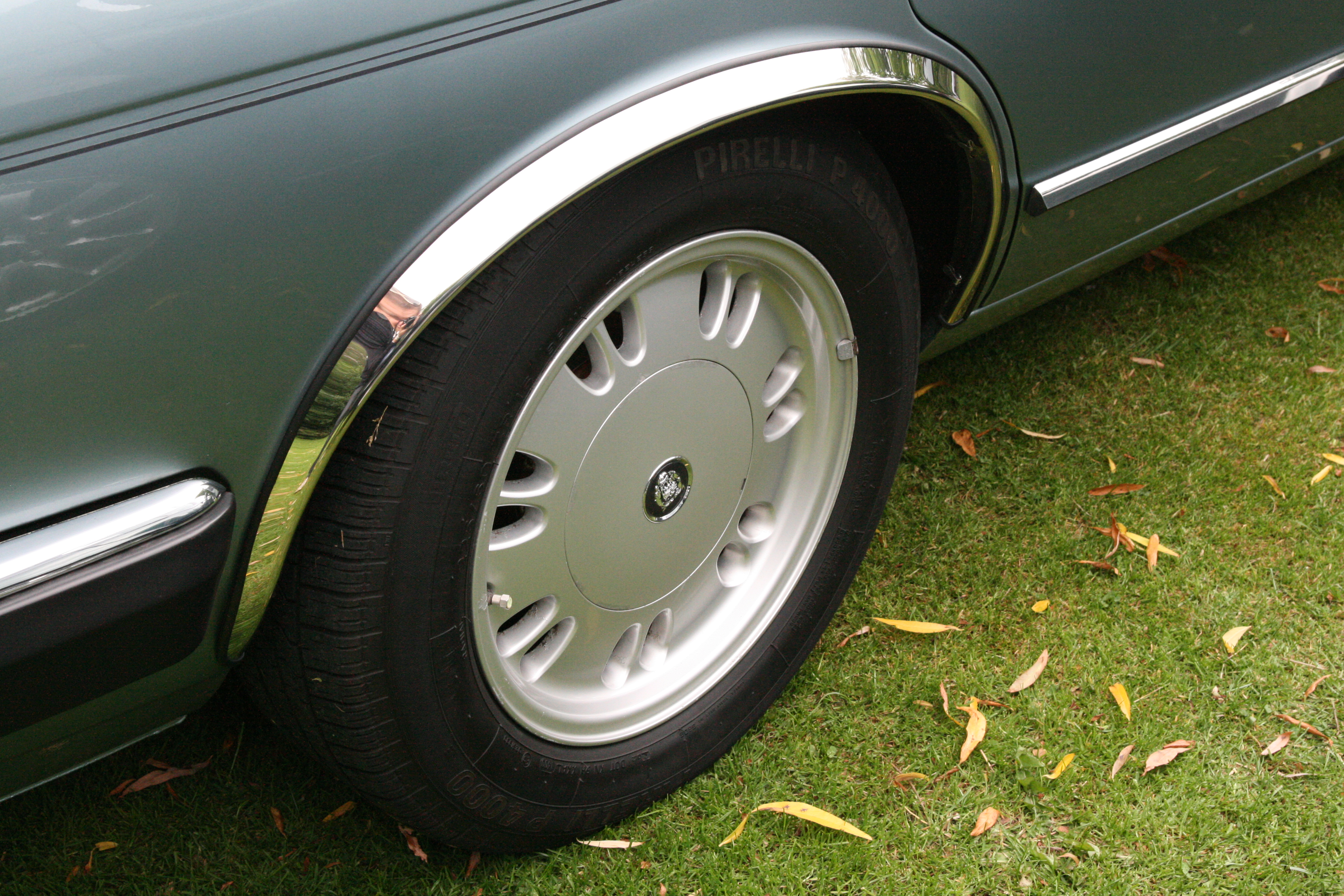
Navkapslarna till aluminiumfälgarna på denna Jaguar Sovereign täcker bara hjulnavet och bultarna.